# Massalongia (insect)
Massalongia is een muggengeslacht uit de familie van de galmuggen (Cecidomyiidae).

## Soorten
- M. bachmaieri Mohn, 1958
- M. betulifolia Harris, 1974
- M. rubra

Berkenbladnerfgalmug (Kieffer, 1890)